# 受田宏之
受田 宏之（うけだ ひろゆき、1968年7月 - ）は、日本の経済学者、地域研究者。東京大学教養学部・大学院総合文化研究科教授。博士（経済学）。専門は開発経済学、ラテンアメリカ地域研究。特に、メキシコにおける先住民族の貧困と開発問題、開発と農業、制度と社会経済発展、インフォーマリティの政治学などを研究している。ラテン・アメリカ政経学会理事長（2016年～2019年）。

## 略歴
- 1995年 東京大学教養学部教養学科中南米分科卒業。
- 1997年 東京大学大学院経済学研究科現代経済専攻修士課程修了。
- 2002年 東京大学大学院経済学研究科現代経済専攻博士課程単位取得退学。大学院時代は中西徹に師事した。（2006年 博士（経済学））。

東京外国語大学等の非常勤講師を経て、
- 2009年4月 東京外国語大学総合国際学研究院 准教授
- 2014年4月 東京大学大学院総合文化研究科 准教授。
  - 2016年11月 ラテン・アメリカ政経学会理事長（～2019年）。
- 2017年12月 同教授。

## 主要著書
- 「援助は「悪」をなくせるのか：南北アメリカにおける麻薬対策」 『東洋文化』 第97号 77～98頁 2017年3月
- 「アグロエコロジーは遺伝子関連技術のオルタナティブになり得るか：小農運動とアグロエコロジー」 『農業と経済』 第83巻第２号 158～164頁 2017年3月
- 「小農と有機農業の普及ネットワーク―メキシコにおける参加型認証の事例」 『ラテン・アメリカ論集』 第50巻 33～59頁 2016年12月
- 『多様なる世界，多様なる日本―地域研究と多文化社会』（長谷部美佳、青山亨共編）東京外国語大学出版会 2016年1月
- "Redes Sociales y Diversas Posibilidades de Agricultura Orgánica," Revista de Geografía Agrícola, México, (Atilano Ceballos 共著) 2015.
- 「現代メキシコ左翼のジレンマ:メキシコ市における左翼政党、社会運動組織、低所得層の間のインフォーマル・ポリティクス」『アジア経済』 第55巻第１号 67～96頁　2014年3月
- 「貧困対策を取り入れた新自由主義：メキシコの事例」 『歴史学研究』 886号 64～74頁 2011年
- 『開発援助がつくる社会生活―現場からのプロジェクト診断』（青山和佳、小林誉明共編） 2010年
- 「自由を設計することの矛盾―貧困研究と制度論」受田宏之、下村恭民・小林誉明編著『貧困問題とは何であるか―開発学への新しい道』（第2章）勁草書房、2009年
- 「貧しきマイノリティの発見―アイデンティティを資源化する―」青山和佳・受田宏之、佐藤仁編『資源を見る眼―現場からの分配論―』東信堂、77-99頁、2008年
- 「先住民二言語教育の理想と現実―メキシコのオトミーの事例―」受田宏之、米村明夫編『貧困の克服と教育発展―メキシコとブラジルの事例研究』明石書店、125-177頁、2007年
- 「現代メキシコの貧困」受田宏之、坂井正人・鈴木紀編『新世界地理 第14巻ラテンアメリカ』朝倉書店、168-177頁、2007年